# 巴爾維諾克 (烏日霍羅德區)
48°34′4″N 22°20′58″E / 48.56778°N 22.34944°E
巴爾維諾克（烏克蘭語：Барвінок），是烏克蘭的村落，位於該國西部外喀爾巴阡州，由烏日霍羅德區負責管轄，始建於1910年，面積0.003平方公里，海拔高度112米，2001年人口413。